# فالبارايسو (أنتيوكويا)
فالبارايسو (بالإسبانية: Valparaíso, Antioquia) هي بلدة تقع في إدارة أنتيوكيا في كولومبيا وهي جزء من المنطقة الفرعية لجنوب غرب أنتيوكيا.

## أعلام
- رافاييل يوريبا يوريبا